# Efraim Kacir
Efraim Katzir (ur. 16 maja 1916 w Kijowie, zm. 30 maja 2009 w Rechowot) – izraelski polityk, czwarty prezydent państwa Izrael.

## Życiorys
Urodził się w 1916 roku w Kijowie na Ukrainie, jako Efraim Kaczalski.
W 1922 roku wyemigrował wraz z rodziną do Palestyny. W 1932 roku rozpoczął studia biologii na Uniwersytecie Hebrajskim w Jerozolimie.
Należał do podziemnej żydowskiej organizacji wojskowej Hagana. Podczas wojny o niepodległość został mianowany dowódcą korpusu naukowego.
Był jednym z założycieli Instytutu Naukowego Weizmana (1949 r.). Utworzył Instytut Biofizyki na Uniwersytecie w Tel Awiwie. Prowadził podstawowe badania nad kodem genetycznym.
23 maja 1973 roku został wybrany czwartym prezydentem państwa Izrael. Jednym z najważniejszych momentów jego prezydentury była wizyta w Izraelu egipskiego prezydenta Anwara Sadata w listopadzie 1977 r.
Ustąpił z urzędu prezydenta w maju 1978 roku i powrócił do Instytutu Weizmana. Położył podstawy pod przyszły sukces Izraela w dziedzinie technologii hi-tech i network.
Jego starszym bratem był Aharon Kacir, chemik, ofiara terroryzmu.